# 圣果寺
圣果寺是一座清代古建筑，位于山西省晋中市太谷区北洸乡西咸阳村。
2003年1月15日，圣果寺公布为晋中市文物保护单位。